# Гуманістична педагогіка
Гуманістична педагогіка — напрям у педагогіці, що орієнтує на вільний вибір та облік індивідуально-особистісних інтересів і можливостей суб'єктів педагогічного процесу в навчанні, вихованні та освіті.

## Теоретичні основи
- Я-концепція Роджерса К.
- Когнітивний конструктивізм Піаже
- Зона найближчого розвитку Виготського
- Педагогіка прагматизму Д. Дьюї

## Історія, сучасність
- Сухомлинський Василь Олександрович
- Амонашвілі Шалва Олександрович
- Януш Корчак